# Jeu de société
Pour les articles homonymes, voir Jeux de société (homonymie).
 (juillet 2023).
Si vous disposez d'ouvrages ou d'articles de référence ou si vous connaissez des sites web de qualité traitant du thème abordé ici, merci de compléter l'article en donnant les références utiles à sa vérifiabilité et en les liant à la section « Notes et références ».

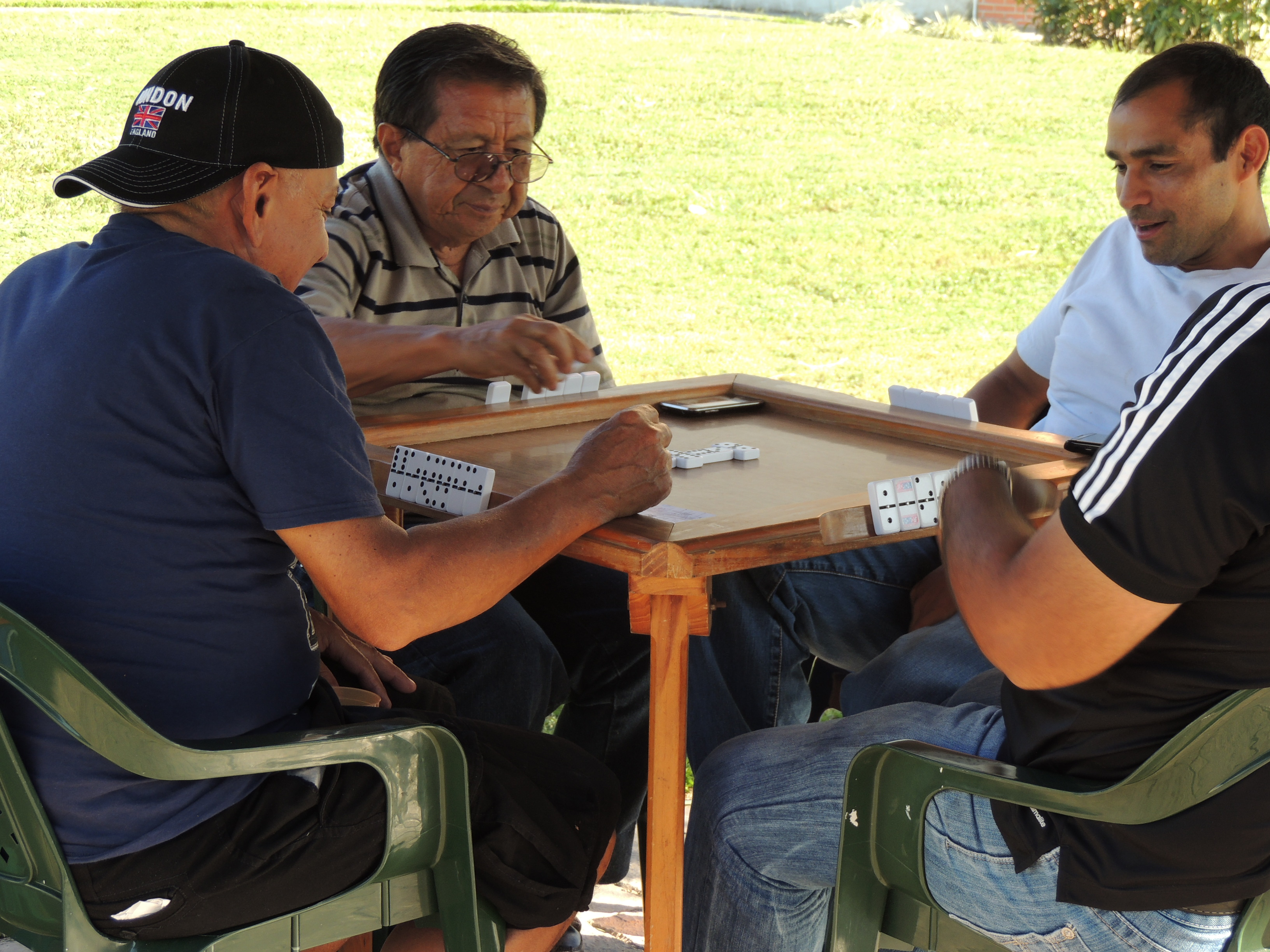
Jeu de dominos.

Un jeu de société est une activité sociale ludique, structurée par des règles, qui se pratique à plusieurs ,,. Certains jeux sont spécifiquement conçus pour encourager la coopération ou la compétition, favorisant l'interaction entre les joueurs. La conception de certains d'entre eux permet toutefois de jouer solitairement. Certains jeux de société sont aussi désignés par des expressions plus spécifiques ou restreintes, notamment avec le terme « jeu de plateau ».

## Définition
Un jeu est une activité humaine de loisirs soumise à des règles qui définissent les moyens, les contraintes et les objectifs à atteindre au cours de la partie. La finalité de cette activité est le divertissement que les participants en retirent en essayant de remporter la partie.
On différencie généralement les jeux de société des jeux vidéo ainsi que des activités essentiellement physiques, qu’on appelle plus volontiers « sports », même si la limite entre les sports et les jeux de société est difficile à déterminer précisément.
Les jeux de société se caractérisent par :
- un règlement — la règle du jeu — plus ou moins complexe ;
- un nombre de participants variable, mais le plus souvent limité à quelques personnes, bien qu’il existe certains jeux avec des variantes pour jouer seul ou en grand groupe ;
- la plupart du temps, l’existence d’un ou de plusieurs supports matériels : tablier (souvent appelé « plateau »), cartes, aire de jeu, dés, pions, feuilles de papier, stylos…

Les jeux de société sont généralement considérés comme des jeux intellectuels faisant souvent appel à la réflexion, mais ils peuvent aussi faire appel au hasard, à la mémoire, à l’adresse, à l’observation, à la vivacité, au bon sens… On note une tendance récente, depuis les années 1990, à des jeux plus conviviaux dans lesquels le but essentiel est de créer une bonne ambiance.
Le terme « jeu de société » regroupe ainsi tous les jeux possédant une règle (non sportifs et non vidéo) mais ce terme est parfois employé à tort dans un sens plus restrictif pour désigner les jeux qui ne font pas partie des grands classiques — échecs, bridge — ou des jeux qui n’appartiennent pas à des branches spécialisées comme les jeux de guerre, les jeux de figurines, les jeux de rôle ou les jeux de cartes à collectionner.
Parmi ceux-ci, les jeux qui réunissent 2 voire 3 générations d'une famille sont appelés jeux en famille ou jeux de famille.

### Synonymes
Pour tenter de lever les ambiguïtés liées au nom, plusieurs ludologues ont proposé d’autres dénominations pour la famille des jeux de société. Ont ainsi été proposés « jeu de règle » ou « jeu de table », sans qu’un de ces termes ne parvienne à s’imposer réellement. D’autres termes, qui ne sont pas synonymes, viennent de la francisation d’expressions anglaises ou d’une catégorie plus restrictive n’englobant pas tous les jeux de société :
- l’expression « jeu de plateau », francisation du nom anglais board game, est parfois employée, essentiellement par des joueurs de jeux de cartes à collectionner, de jeux de rôle ou de jeux de figurines pour distinguer les jeux de société différents de ceux qu’ils pratiquent[a]. Cette même expression est aussi parfois utilisée pour distinguer les jeux se jouant avec des pions sur un tablier en bois ou en carton des jeux se jouant sans surface de jeu avec des cartes ordinaires ou spéciales. Une classification basée uniquement sur les apparences est sujette à caution puisque de nombreux jeux dits « de plateau » se jouent avec des cartes ou qu’inversement de nombreux jeux dits « de cartes » se jouent sur un tablier[b] ;
- l’expression « jeu allemand » est parfois employée. Il s’agit là aussi d’une francisation du terme German boardgame qui définit, aux États-Unis, les jeux aux règles simples, de durée limitée qui portent l’accent sur la stratégie, par opposition à la tendance américaine de jeux aux règles et à la durée plus longues qui portent plutôt l’accent sur la chance et le conflit, même s’ils n’ont pas forcément été conçus hors d’Allemagne et par des auteurs d’autres pays (voir aussi ci-après la section « Jeux thématiques et jeux à l’allemande ») ;
- les expressions « jeu de simulation » ou « jeu de stratégie »[b].

## Mécanismes
Un jeu est souvent constitué de plusieurs mécanismes. Certains sites catégorisent ces mécanismes de façon à jauger leur importance relative dans le déroulement du jeu (par exemple hasard : 2/10, tactique : 4/5, etc.).
- Adresse : L'habilité des joueurs intervient (pistolet dans Anti-gang, fléchettes dans DartWar…).
- Bluff et psychologie : Les émotions des joueurs et le comportement agissent sur les actions.
- Connaissances et culture: Cible une ou plusieurs thématiques sur lesquelles sont posées des questions.
- Coopératif : Un jeu coopératif est un jeu dans lequel tous les joueurs gagnent ou perdent ensemble, en cherchant à comprendre, maîtriser et dépasser les règles "automatiques" du jeu. Le mode semi-coopératif est un mode où un joueur va être le maître du jeu, par exemple un serviteur du mal que les joueurs normaux, gentils, chercheront à vaincre.
- Draft : Les joueurs choisissent un élément avant de faire passer le reste des éléments au joueur à côté de lui, qui répète l'opération jusqu'à épuisement de la ressource.
- Deckbuilding : Les joueurs possèdent un paquet de cartes de départ et le fait évoluer en ajoutant ou supprimant des cartes pour le rendre plus puissant.
- Enchères : Les joueurs devront faire des offres plus importantes que les autres.
- Échange et commerce : Les joueurs échangent entre eux des cartes ou d'autres objets.
- Gages : Les règles imposent des gages à tour de rôle ou au joueur ayant raté une épreuve (action ou vérité ?, jeu à boire…).
- Hasard : Le déroulement du jeu est dépendant du hasard (dés, cartes mélangées, roues, tirage de cubes dans un sac…).
- Majorité : Il faut avoir la majorité de tuiles / cartes / jetons pour effectuer des actions ou pour remporter la partie.
- Mémoire : Nécessite de retenir des informations pour pouvoir avancer dans le jeu.
- Observation : Les joueurs doivent repérer visuellement des éléments.
- Parcours : La progression des joueurs suit une piste et le joueur arrivant le plus loin ou qui atteint l'arrivée est le gagnant.
- Réflexe et rapidité : Les réflexes et/ou la rapidité des joueurs interviennent.
- Réflexion ou déduction : Les joueurs doivent utiliser la logique.
- Sens : Une bonne utilisation des sens permettra de gagner (trouver un objet dans un sac, trouver quel plat on goûte…).
- Stop ou encore : Il faut décider de continuer l'action ou de l'arrêter avant que quelque chose de négatif ne se produise.
- Stratégie : Les différents coups sont exécutés sur des groupes ou en générant une suite de combinaisons.
- Tactique : Les différents coups sont exécutés avec des combinaisons de mouvements ou d'actions tous identifiés.

## Supports et matériel
Avec les coûts diminuant et les nouvelles techniques de fabrication, les jeux modernes sont généralement fournis avec du matériel important.

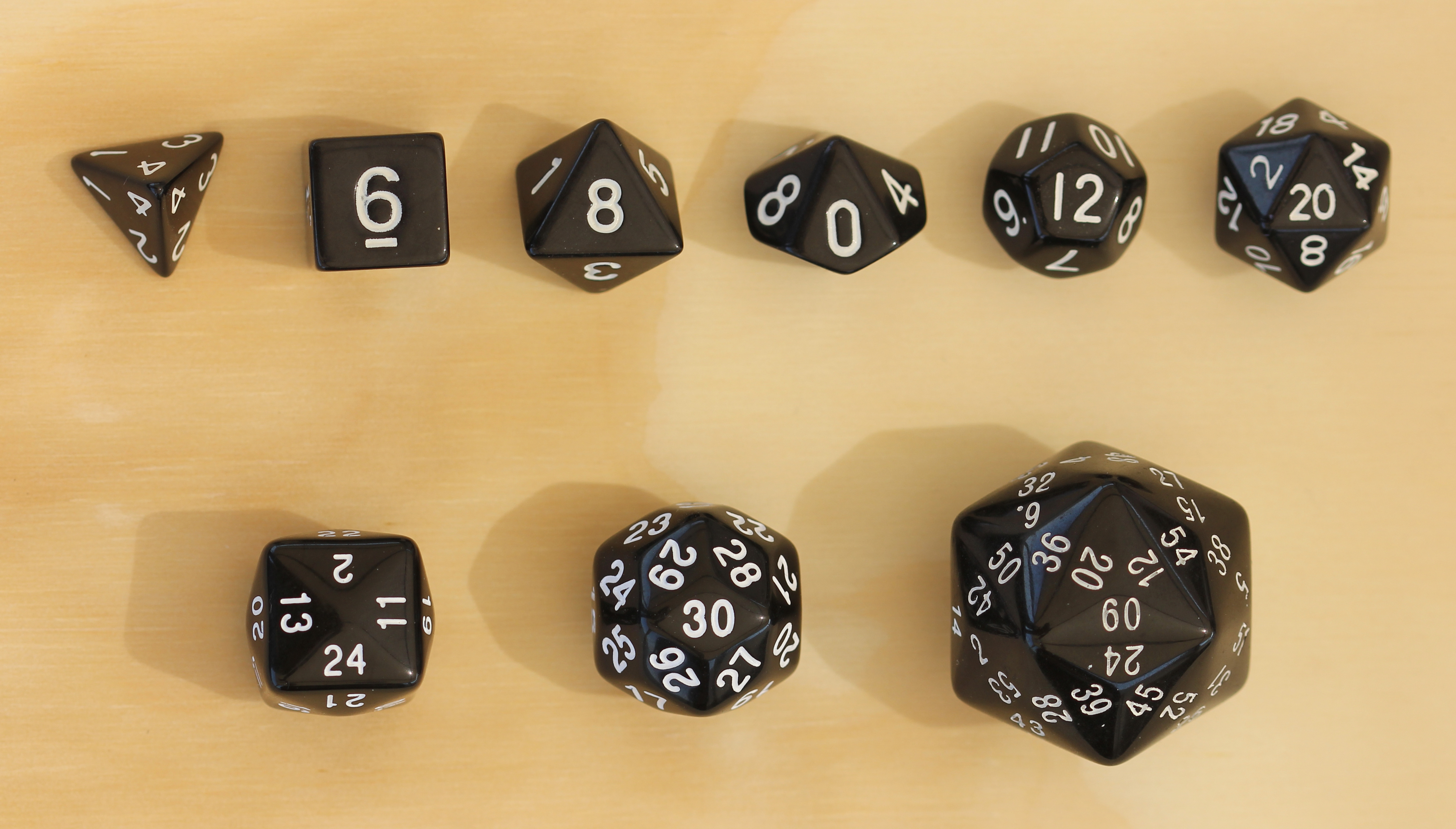
Set de dés avec un nombre différents de faces

- Set de dés avec un nombre différents de facesDés : Ils permettent d'intégrer le hasard dans un jeu ou de mémoriser des valeurs. Ils peuvent être lancés ou positionnés sur une face choisie. Les dés permettent par exemple de compter des points de vie lorsqu'ils sont positionnés sur une face, ou permettent de visualiser l'échec ou la réussite d'une action. Outre le courant dé à six faces, il existe d'autres dés avec un nombre de faces différentes (2, 3, 4, 8, 10, 12, 20, 100…). Les combinaisons de plusieurs dés équivalent à d'autres possibilités, par exemple un dé de 100 est souvent composé de deux dés de 10 de couleur différentes, de façon à distinguer les unités des dizaines. Les dés ne sont pas obligatoirement équiprobables, sur certains jeux on peut distinguer plusieurs faces de dé avec le même nombre ou motif, voire plusieurs résultats par face.
- Pions ou pièces : Ils correspondent généralement à un ou plusieurs avatars ou à l'équipe d'un joueur. Ils peuvent être cependant dits neutres et n'appartenir à aucun joueur et parfois être considérés comme appartenant au mécanisme du jeu contre lequel on se bat. Ils ont souvent des formes qui permettent de rappeler leur rôle (par exemple, pions à l'effigie d'un personnage, en forme de voiture ou de train) ou leurs déplacements (échecs…)
- Tuiles : Ce sont des sortes de pions, en général en carton épais, (dominos, mah-jong).
- Jetons : Ils permettent de quantifier et de jauger des points par leur quantité (cinq jetons correspondent à cinq points).
- Billets et pièces : Quantifient la richesse d'un joueur, ils lui permettent de pouvoir exécuter des actions valorisées.
- Tablier ou plateau : C'est le terrain, en bois, en tissu et plus généralement en carton, qui va accueillir les pièces et/ou les cartes des joueurs, ainsi que leurs éventuels mouvements.
- Cases : Ce sont les divisions du tablier. Lorsque les cases sont carrées, le déplacement en diagonale ne correspond pas à la même longueur qu'un déplacement sur le côté. Lorsqu'il s'agit d'hexagones, les cases sont souvent utilisées pour permettre des déplacements de pions sur six directions et ainsi régulariser les notions de distance.
- Piste de score : Placée sur une partie du tablier, et parfois en périphérie de celui-ci, une piste de score permet de tenir la marque des joueurs visible en permanence. Parfois, la piste de score est un élément intégré au jeu et a une influence sur le déroulement de la partie et les actions des joueurs.
- Marqueurs : Ils ont souvent un rôle similaire aux jetons, ils permettent de jauger des points par leur position sur une table, une ligne, une colonne ou la piste de score.
- Cartes : Il existe des jeux qui n'ont comme matériel que des cartes. Pour d'autres, les cartes sont des compléments et des variations du déroulement du jeu. Elles permettent notamment d'informer (un peu dans le rôle d'une fiche) ou de quantifier une valeur (qui peut être transmise à un autre joueur). Le dos des cartes est souvent un motif uniforme afin de ne pas les différencier. On parle de cartes faces cachées. quand elles sont tenues ou posées de sorte que le dos soit seul visible. Elles peuvent être protégées par des protège-cartes.
- Fiches : Ce sont des éléments de règles qui permettent d'informer le joueur (caractéristiques de personnages, règles spéciales…)
- Écran : Il permet à un joueur de garder secrets certains éléments de son matériel. Ils peuvent introduire une part de mémoire dans un jeu, lorsque ces éléments sont connus des autres joueurs avant d'être cachés.
- Sablier : Il permet de fixer des limites temporelles d'actions ou de réflexion.

## Termes de jeu
- Points de vie : Ils permettent de jauger la présence d'un joueur ou d'un personnage dans un jeu. Généralement quand les points de vies sont à zéro, un personnage est éliminé ou un joueur est éliminé.
- Trait : Il correspond au tour d'un joueur quand on joue l'un après l'autre.
- Manche : Une partie peut se jouer en plusieurs manches. Chaque manche se déroule généralement de manière identique.
- Tour de jeu : Un jeu ou une manche peut être divisé en tours. Lors d'un tour, les joueurs réalisent leurs actions les uns à la suite des autres ou simultanément.
- Phases : Les tours de jeu, dans les jeux récents, sont souvent découpés en phases qui peuvent être rappelées par une fiche (placement, enchères…). Ils servent à diversifier et temporiser les actions.
- Points de victoire : Beaucoup de jeux de société modernes utilisent un système de points de victoire acquis de manières différentes. Le joueur qui en a le plus à la fin de la partie est le vainqueur. Ce système permet aux joueurs qui ne mettent pas fin à la partie d'avoir tout de même une chance de gagner.

## Histoire dans l'antiquité

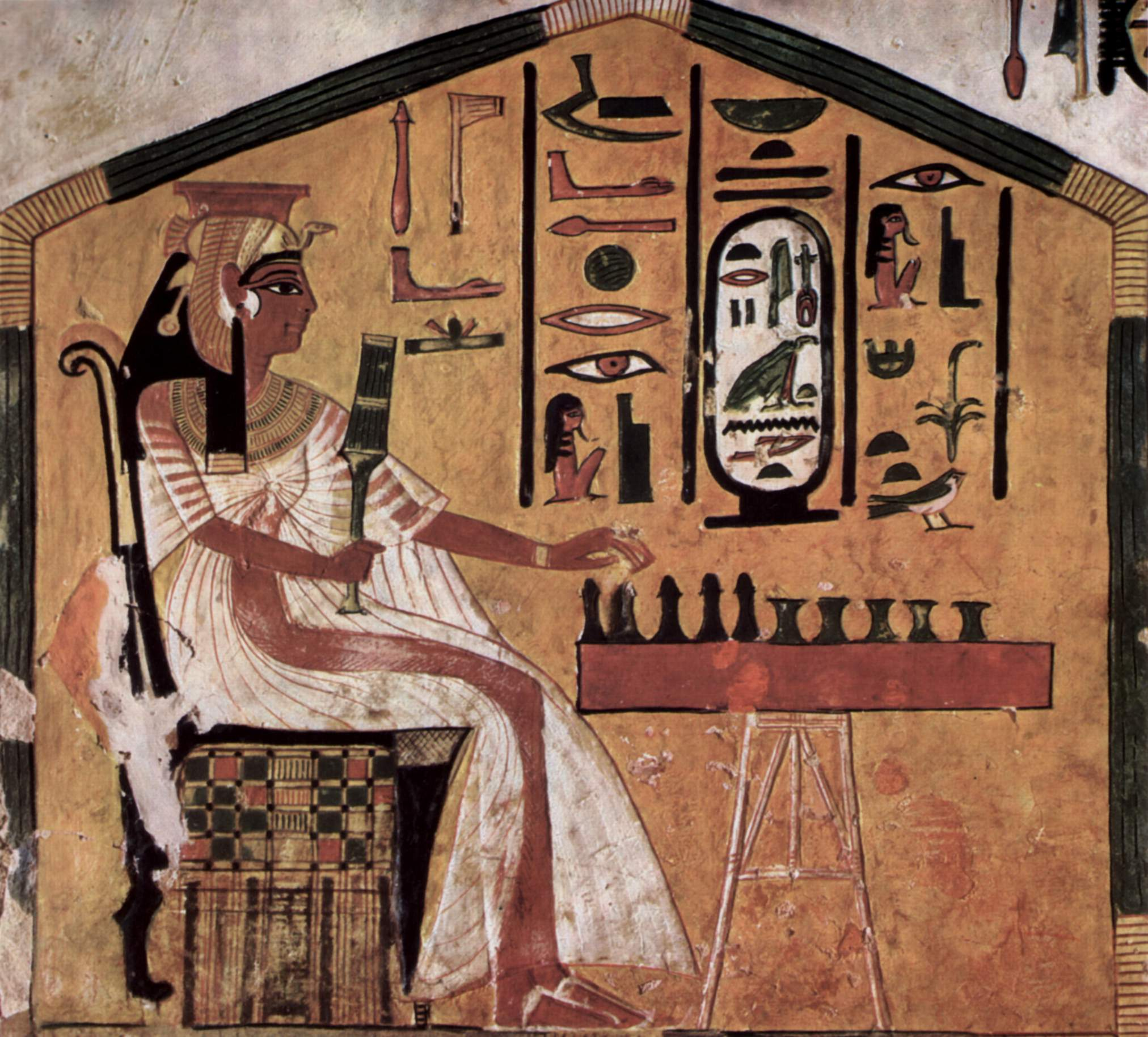
Le senet, un des plus anciens jeux connus.

Les civilisations antiques pratiquaient déjà des jeux de société, dont certains avaient à l’origine une signification religieuse ou militaire. Les jeux ont voyagé entre différentes aires culturelles et ils ont évolué tout le long de l'histoire.
On peut citer parmi les plus anciens :
- les jeux d’osselets et de dés ;
- les jeux égyptiens comme le mehen, le senet, le jeu des vingt cases, le jeu des chiens et des chacals;
- les jeux romains : le ludus duodecim scriptorum (« jeu des douze lignes »), le latroncules ;
- les jeux asiatiques : le go.

## Histoire récente

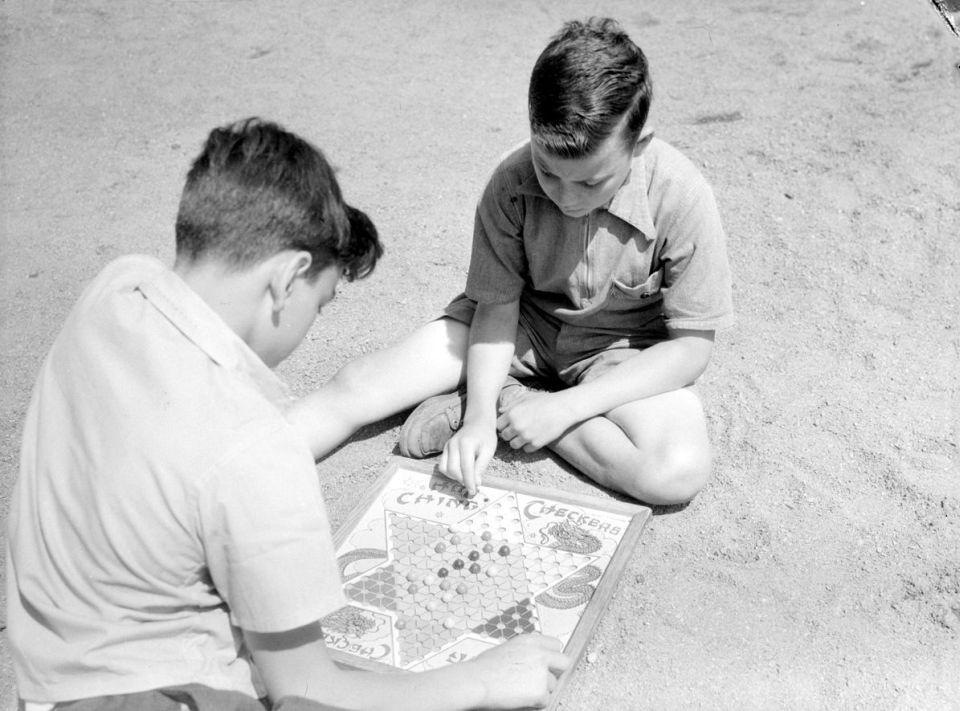
Deux garçons jouant aux dames chinoises dans un camp d'été, Montréal, juillet 1942.

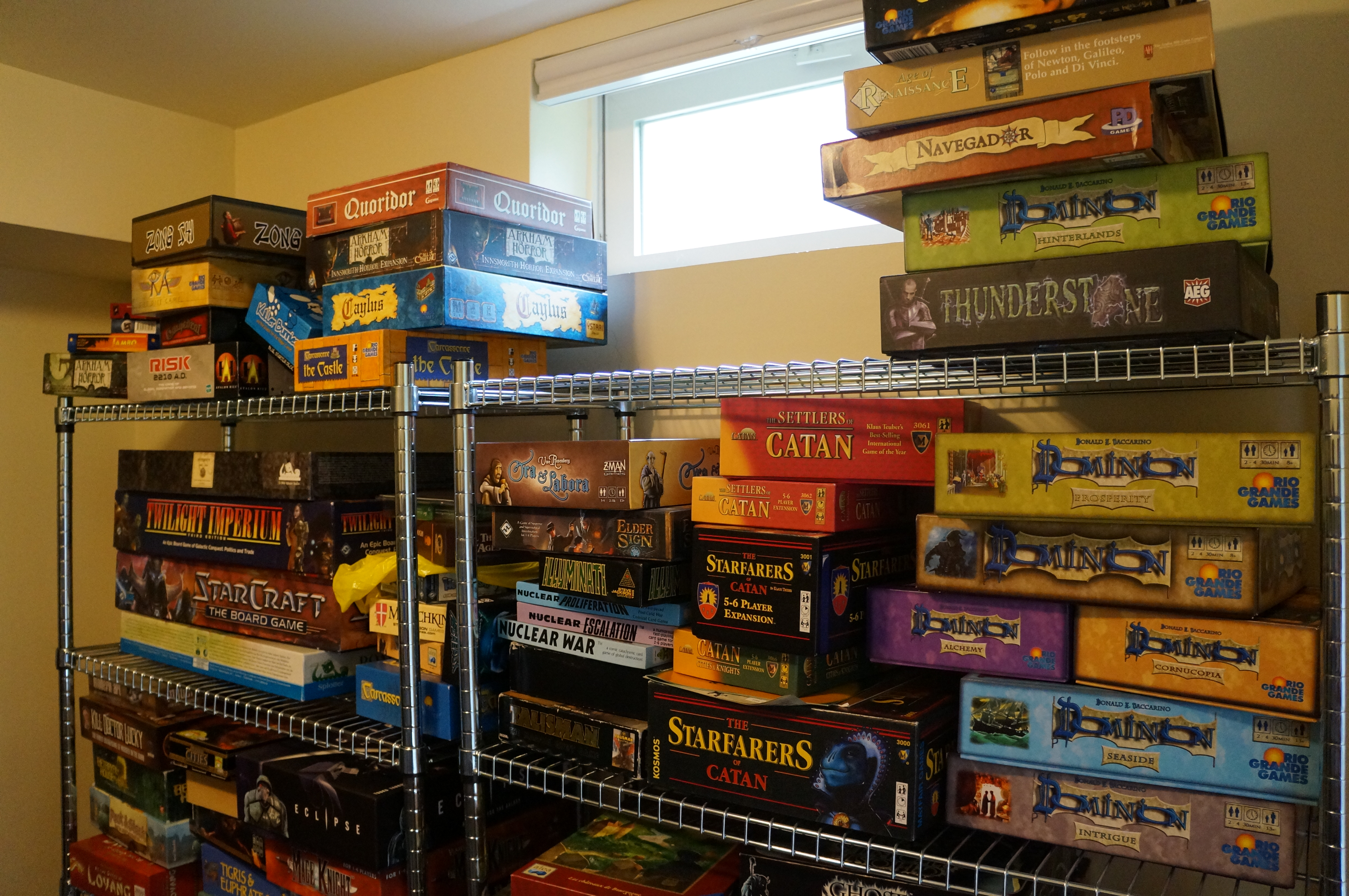
Jeux de société.

Jusqu'au début du XXe siècle, les jeux sont des activités libres : les règles ne font pas l'objet de dépôt, le matériel peut être fabriqué par tous les artisans, voire improvisé ; ainsi, en Indonésie, le surakarta se joue sur le sable avec des coquillages ou des cailloux.
Avec le XXe siècle, les jeux de société deviennent des produits édités, avec un auteur, un éditeur, des fabricants et des distributeurs. On peut citer des jeux emblématiques de l'évolution du XXe siècle vers de plus en plus de nouveautés, de variétés, de segmentation :
- Monopoly : édité dans les années de la crise économique de 1930. Ce jeu devient l'archétype des jeux « économiques », qui créera de nombreux dérivés.
- le Scrabble, créé dans les années 1950 supplante le trop simple Lexicon. Breveté aux États-Unis en 1948, il connaît son édition francophone en 1955[12]. Il reste lui aussi le leader dans son domaine.
- Le 1000 bornes, créé en 1954 en France[13], est un des premiers jeux de cartes spécifiques modernes.
- La Conquête du Monde (1957)[14], lui aussi français, deviendra rapidement Risk. Ce jeu, qui est une illustration de combats militaires simplifiée à l'extrême, ouvre la voie à un univers ludique considérable : les jeux de simulations guerrières et les wargames. Même s'il n'en est pas un, Risk a contribué à faire connaître au grand public l'existence et le potentiel ludique des wargames.
- Fondation de Avalon Hill[15] (1958) par Charles S. Roberts qui publia Tactics II, Gettysburg (en) et Dispatcher et sont considérés comme étant les premiers jeux de guerre "Wargame". Il créa aussi le principe des tables de résultats de combat (CRT Tables) qui sont encore utilisées dans la plupart de jeux de guerre aujourd'hui.
- Diplomatie (1959) se présente comme un wargame sur une carte de l'Europe de 1914 divisée en zones. Chaque joueur contrôle moins de dix armées et les règles de combat sont extrêmement simples. L'intérêt du jeu réside dans les discussions entre les joueurs (alliances, mensonges, trahisons…). Diplomatie compte des fédérations, des championnats nationaux et internationaux, des compétitions sur internet, des théoriciens et des revues spécialisées…
- Donjons et Dragons[16] (1974) invente le jeu de rôle. Le jeu devient l'occasion de créer des aventures imaginaires sans autre support matériel que du papier, des crayons et quelques dés.
- Trivial Pursuit[17] (1984) part du principe de questions / réponses, et permet de commencer une partie instantanément, sans apprentissage des règles ou préparation.
- Les premiers jeux de convivialité sortent dans la foulée : le Pictionary, consistant à faire deviner à son équipe des mots par des dessins ou Taboo, dont le but consiste à faire deviner des mots sans employer une liste de termes interdits.
- Magic : l'assemblée[18] (1993) est le premier des jeux de cartes à collectionner basé sur un univers médiéval fantastique. Divers jeux de cartes apparaissent issus des univers de jeux de rôles, des dessins animés et enfin du cinéma. Ces jeux de cartes proposent un duel stratégique avec une part de hasard.

Depuis les années 1990, les jeux sont conçus et segmentés selon le type de public, l'usage du jeu. C'est l'époque de la segmentation marketing. Aux jeux « américains » (aux règles complexes, aux parties longues qui visent un public essentiellement jeune et masculin) s'opposent les jeux « allemands » (règles épurées, parties limitées à deux heures). Aux jeux abstraits (comme Blokus), s'opposent des jeux à thèmes ou à licences. Certains jeux de questions ou d'épreuves intègrent un support DVD. À côté des jeux rapides et interactifs (comme Les Loups-garous de Thiercelieux ou Unanimo), destinés au plus grand nombre, il apparait des jeux plus complexes et demandant un investissement personnel plus important, comme Puerto Rico ou Caylus destinés aux joueurs expérimentés.

## Secteur économique
La France est le principal marché européen, suivi par l'Allemagne. Les jeux de société représentent plus de 10 % du secteur des jeux et jouets. Sur 2012, le chiffre d'affaires pour ce seul segment était de 325 millions d'euros. 900 nouveaux jeux de société sont créés chaque année dans l’Hexagone en moyenne et en 2012, plus de 20 millions de boites ont été vendues. Ce marché a continué de croître depuis. En 2024, 34 millions de jeux se sont vendus en France.

## Types de jeux de société
La classification des jeux de société est difficile. Les jeux ont souvent plusieurs caractéristiques et de ce fait peuvent appartenir à plusieurs familles. La bataille est à la fois un jeu de cartes et un jeu de hasard. Le jeu d'échecs est à la fois un jeu de stratégie et un jeu combinatoire abstrait.

### Jeu de cartesou dedominos
Ces jeux de cartes peuvent utiliser des cartes traditionnelles, comme la belote, le bridge, le poker, le rami, le kalooki ou le tarot. Ils sont alors disponibles sous la forme d'une règle.
Certains jeux utilisent des cartes à jouer spécifiques. Certains jeux sont traditionnels, comme le jeu des 7 familles. D'autres ont été créés par des auteurs ou des éditeurs comme Stupide vautour. Certains sont inspirés de jeux classiques mais ont retrouvé une nouvelle jeunesse avec des cartes spécifiques, plus agréables ou instinctives comme Speed, Jungle Speed, Uno…
Le Mahjong est un jeu de dominos dont le mécanisme est assez proche du rami.

### Jeux de stratégie
En termes de jeux de société, il existe plusieurs jeux de stratégie traditionnels comme le backgammon, le trictrac, les dames, le puluc d’origine sud-américaine.
À partir du XXe siècle, il apparaît de nombreux jeux dont beaucoup s’apparentent à des jeux de stratégie. Il peut s’agir de jeux de déduction comme la bataille navale ou Cluedo ; il peut s'agir de jeux de conquête comme Risk, Stratego ou Tigre & Euphrate. D'autres jeux simulent des économies ou des civilisations comme Les Colons de Catane ou Puerto Rico. Full Métal Planète met les joueurs dans la peau de colons exploitant les richesses minérales d'une planète éloignée.
Certains jeux de stratégie font appel aux capacités d'influence et de manipulation des joueurs, parfois agrémentés de votes. On parle alors de jeux de négociation dont les plus connus sont Diplomatie, Nomic ou Junta. Les jeux de stratégie se retrouvent dans les jeux vidéo.
Certains jeux sont dits de deckbuilding lorsqu'il s'agit de se constituer une pioche, une réserve de carte permettant d'agir dans une seconde phase de jeu. D'autres sont dits à « gestion de ressource » lorsqu'il faut accumuler des éléments de jeu (pions, cartes), représentant en général des matières premières, de l'argent ou une source d'énergie, pour pouvoir effectuer certaines actions.

### Jeux combinatoires abstraits
Lorsque le calcul est le seul moteur du jeu et que le hasard n'a pas de place, généralement dans des jeux opposant deux joueurs, ce qui exclut toute dimension diplomatique, on parle de jeu de stratégie combinatoire abstrait.
Certains jeux sont classiques ou traditionnels, comme l'awélé, les dames, le jeu d'échecs, le shôgi, le xiangqi ou le go. D'autres ont été créés à la fin du XXe siècle par des auteurs, comme Abalone, GIPF ou Puissance 4. Quelques jeux très simples, totalement résolus, sont à rattacher à ce type de jeux comme le jeu de Nim.
Les dernières années ont vu arriver de nombreux jeux d'auteurs dont certains sont devenus des classiques comme Gobblet ou Quarto.
Il existe aussi des jeux sans aucun thème et donc abstraits, mais qui ont une part de hasard comme Crazy Cups, Indigo.

### Jeux de lettres
Faisant appel la plupart du temps à des anagrammes, les jeux de lettres peuvent se jouer avec des dés comme le Boggle, des plaquettes ou jetons comme le Jarnac ou le Scrabble, ou encore avec des cartes à jouer spéciales comme le Lexicon ou Scripta.

### Jeux de hasard
Les jeux de hasard peuvent être regroupés en deux catégories :
- les jeux de hasard pur, le résultat du jeu ne dépend que du hasard : jeu de l’oie, loto, bataille, pierre-papier-ciseaux. Le joueur n’ayant aucun choix ou moyen pour intervenir dans le déroulement de la partie ;
- les jeux de hasard raisonné qui font appel à la réflexion et aux probabilités pour que les choix effectués par les joueurs leur permettent de tirer le meilleur parti des éléments aléatoires : poker, backgammon, trictrac, jeu des petits chevaux, Monopoly.

De nombreux jeux font intervenir le hasard, en général par le tirage de dés ou de cartes, sans pour autant que le hasard soit l'élément central de la réussite.

### Jeux d'adresse
Les jeux d'adresse font appel à l'habileté physique, comme Mikado, mais aussi le jeu de puce. Quelques jeux d'auteurs récents font appel à l'adresse, comme Villa Paletti ou Jenga.
Le carrom est d'abord un jeu d'adresse avant de devenir un jeu de stratégie à partir d'un certain niveau.

### Jeux d'assemblée et jeux d’ambiance
Les jeux d’assemblée ont pour but de faire jouer ensemble un grand nombre de joueurs. Ils font souvent appel à la connaissance comme le Trivial Pursuit. De plus, ils peuvent simplement constituer en jeux à rôles, comme Les Loups-garous de Thiercelieux. Il peut également s'agir de jeux sportifs du type chat, l'épervier, balle au prisonnier ; de jeux d'imitation et d'observation comme le chef d'orchestre ; ou bien de jeux d'attention comme Jacques a dit.
Les jeux d’ambiance ont pour objectif de passer un moment agréable entre joueurs et peuvent aisément mixer des joueurs avertis et des joueurs occasionnels, Ce sont souvent des jeux de communication, de mémoire, de connaissance, d’adresse ou des jeux narratifs. Exemple : Story Cubes ou Time's Up!.
Les jeux d’ambiance sont souvent des jeux d’assemblée et vice versa, les règles dans les deux cas doivent être très simples et la durée des parties est généralement courte.

### Jeux coopératifs
Dans un jeu coopératif, tous les joueurs doivent se coordonner pour atteindre un objectif commun. Le plus souvent, outre des règles générales qui s'appliquent à tous, chaque joueur a un petit pouvoir particulier (bouger plus vite, être plus efficace pour telle action, etc.) et la victoire dépendra souvent de la bonne combinaison des différents pouvoirs entre eux.
Par exemple, dans Pandémie, les joueurs luttent contre la propagation de maladies, dans Ghost Stories il s'agit de protéger un village contre l'invasion de fantômes.
Certains jeux compétitifs peuvent avoir une version coopérative, comme Bad bones, Deadlines et Codenames.
Une variante est le semi-coopératif, ou « tous contre un », dans lequel un joueur tient le rôle du méchant, par exemple Doom et Les Mousquetaires du Roy ou la première version de Descent. Certains jeux coopératifs comportent d'ailleurs une extension permettant de rajouter un tel rôle : Le Seigneur des Anneaux, Pandémie (avec le rôle du bio-terroriste).
Les jeux de rôle peuvent être rattachés aux jeux coopératifs, même s'il existe aussi des jeux de rôle compétitifs.
La romancière Jane Austen dans sa lettre du mercredi 4 septembre 1816 de Chawton Hampshire à sa sœur Cassandra en cure à Cheltenham parle du "jeu de violon". Ce jeu est joué aussi chez son frère Edward soit à Godmersham (Kent) ou lorsqu'il séjourne dans la Grande Maison à Chawton selon le "pocket book" de sa fille Fanny. Aucun membre de la famille Austen ne joue de cet instrument. Il semble probable que le jeu en question soit "Cherche une épingle au son du violon" connu aujourd'hui sous le vocable "tu gèles, tu brûles". Selon l'Encyclopédie méthodique et dictionnaire des jeux familiers et des amusements de société faisant suite au dictionnaire des jeux, annexé au tome trois des mathématiques publié par Henry Agasse Paris an V (1796-1797), les jeux de société sont racontés en un dialogue entre les joueurs portant des noms liés à la nature (Mr du Bocage, L’abbé des Agneaux, Madame de la Haute Futaie, Mr Des Jardins, Mr Dufrêne, l’abbé Printems, Mademoiselle Rose etc.. ). page 9 dans la section des jeux d’Attrape figure le jeu concernant les choses cachées que l’on fait chercher. L’abbé des Agneaux dit « j’ai souvent joué à « cherche une épingle au son du violon ». Plus le joueur approche de la chose cachée, plus le violon va fort et il affaiblit les sons à mesure que le chercheur s’éloigne. Mademoiselle Rose ajoute : « quand on n’a pas de violon, on dit tout bonnement : vous vous en éloignez ou vous brûlez.

### Jeux de programmation
Les jeux « de programmation » sont des jeux dans lesquels on définit les actions en début de tour, puis celle-ci sont exécutées telles que définies. Par exemple, dans Diplomatie, on écrit les ordres aux unités militaires sur un papier après la phase de négociation puis on les applique ; dans Asteroyds (Guillaume Blossier et Frédéric Henry, Ystari Games, 2010), on place des jetons sur une carte de pilotage pour indiquer les mouvements de son vaisseau spatial (avancer, tourner) et à RoboRally (Richard Garfield, Wizards of the Coast, 1994), on pose des cartes définissant les mouvements de notre robot.
Cela introduit des incertitudes et difficultés supplémentaires :
- le résultat d'une action peut être perturbé par un événement aléatoire ou l'action d'un autre joueur ou d'une autre joueuse que l'on n'avait pas prévu ;
- on peut faire des erreurs d'estimation ou de programmation.

### Jeux thématiques et jeux à l’allemande
Les jeux de réflexion modernes appartiennent souvent à deux grandes catégories :
- les jeux de style américain (ou « ameritrash ») qui s’attachent à une thématique et à « immerger » les joueurs dans un monde imaginaire, le thème est primordial et les mécaniques éventuellement moins abouties[22] ;
- les jeux de style européen (ou « à l’allemande », dits aussi « kubenbois » ou « Eurogames »[23]) où le thème n’est le plus souvent que modérément présent, mais le jeu construit autour de mécaniques finement étudiées[24],[25],[26].

Dans le premier cas, ces jeux « ameritrash », ainsi dénommés parce qu’ils sont majoritairement créés aux États-Unis, sont le plus souvent des jeux d’affrontement, avec une interaction forte entre joueurs. L’affrontement peut opposer deux ou plusieurs joueurs entre eux, l’ensemble des joueurs contre un seul, ou encore tous les joueurs contre le jeu, selon une formule coopérative. Le thème est primordial et la mécanique souvent moins aboutie, avec des règles plus complexes, incorporant une part de hasard significative. Ces jeux incorporent souvent un matériel abondant favorisant l’immersion, avec des illustrations évocatrices, des figurines expressives, des textes intradiégétiques (coupures de journaux, lettres, récits écrit par des personnages vivant dans l'univers fictionnel) : Zombicide, T.I.M.E. Stories et de nombreux jeux à licence (Le Trône de fer, Cthulhu, Warhammer, Les Légendaires, Dofus).
Dans le second cas, ce style de jeux est surnommé « à l’allemande » car essentiellement issu d’Allemagne lors du développement important de l’économie du jeu de société à partir des années 1990 et de sa segmentation selon le type de public. Maintenant identifié à un style globalement européen, la création française étant par exemple plus développée que celle allemande au XXIe siècle, les jeux de gestion sont parfois surnommés « kubenbois » en référence aux cubes colorés matérialisant des ressources. Les principaux mécanismes rencontrés dans les jeux de ce style sont le placement sur l’aire de jeu, la gestion de ressources, la pose d'ouvriers, le séquencement des actions, la combinaison de cartes (ou combo), les enchères, etc. Le thème de ces jeux est souvent secondaire et parfois interchangeable. Exemples : Carcassonne, Les Châteaux de Bourgogne, Caylus, Les Colons de Catane.
La mondialisation du jeu de société conduit fréquemment des auteurs américains à créer des jeux « européens » et des auteurs européens à créer des jeux « américains ».

### Jeux traditionnels
Le thème, l’habillage est parfois ce qui distingue deux jeux dont les règles sont au demeurant très similaires, comme les nombreuses déclinaisons du jeu des sept familles, des jeux de mémoire — Memory (Ravensburger, 1959), La Chasse aux monstres (Antoine Bauza, Le Scorpion masqué, 2009), Memoarrr! (Carlo Bartolini, Act in games/Blackrock Éditions, 2018) —, le yahtzee — Gold Armada (Reiner Knizia, Tactic, 2017) —, la bataille — Camelot (Reiner Knizia, 2002, Asmodee) —, le rami — Rummikub (Ephraim Hertzano, 1980)…

## Récompenses
Il y a plusieurs prix récompensant les nouveaux jeux de société. Les critères de sélection, de nomination et finalement d'attribution des prix diffèrent pour chacun d'eux.
Catégorie:Récompense de jeu

### Prix francophones
Jeu de l'année
Prix français qui a fusionné avec l'As d'Or du Festival International des jeux de Cannes, attribué par un jury de personnalités.
Prix du public du jeu de Saint-Herblain - Double 6Prix français attribué depuis 2004 à un jeu de société édité l'année précédente, créé par un ou des auteurs français.
Trophées FlipPlusieurs prix français attribués au Festival de Parthenay, soit par un jury de professionnels du monde du jeu, soit par les festivaliers.
Tric Trac d'OrPrix français attribué par les internautes fréquentant le site Tric-trac (par leurs notes) et par un jury se réunissant une fois l'an.
Prix Lizzie MagiePrix français attribué par un jury qui distingue un jeu, une autrice ou un auteur, ou encore une structure du monde ludique dont la production ou la démarche s’inscrit dans un engagement social, politique ou environnemental.
Swiss Gamers Award
Prix attribué par les clubs de jeux et les ludothèques de Suisse lors du festival Ludesco à la Chaux-de-Fonds. Deux catégories : Swiss Gamers Award et Swiss Gamers Award Kids.

### Prix non francophones
Spiel des Jahres (jeu de l'année)Prix allemand attribué par un jury de journalistes.
Deutscher Spiele Preis (prix du jeu allemand)Prix allemand attribué par des joueurs.
Origins AwardPlusieurs prix attribués par catégories, à des jeux américains pour l'essentiel.
Speelgoed van het jaar (jeu de l'année aux Pays-Bas)Prix attribué par des joueurs.

## Auteurs de jeux modernes
À partir des années 1960, les auteurs de jeux commencent à sortir de l'anonymat. Leur nom apparaît de plus en plus souvent sur la face des boîtes de jeux.
Depuis 2017, en France, face à la professionnalisation du secteur, les auteurs se regroupent derrière une association, la Société des Auteurs de Jeux.

## Recherche sur les jeux
Il existe un domaine consacré à la recherche sur les jeux appelé études du jeu (game studies) ou ludologie.
Le jeu peut être étudié en tant que tel : mécaniques de jeu, probabilités, histoire des jeux ou sociologie de la pratique des jeux. Il peut aussi être étudié en lien avec d'autres disciplines ou d'autres domaines. Par exemple, la pratique des jeux a été associée au développement des facultés exécutives chez les enfants ou bien à la réduction des risques de démence chez les personnes âgées,. Dans le domaine de l’éducation, l'ajout de la pratique de jeu serait souhaitable dans le cursus scolaire,. La recherche sur le jeu peut également porter sur la question de l'imaginaire. La comparaison de certains jeux avec le cinéma, l'univers médiéval, permet d'étudier les modes de représentation.
Il existe des laboratoires de recherche qui dédient une partie de leur travail à la question du jeu. C'est le cas du laboratoire EXPERICE ou Centre de Recherche Inter universitaire Expérience Ressources Culturelles Éducation, qui s’intéresse aux questions d’apprentissage et d’éducation en dehors du système scolaire à travers un axe de recherche concentré sur la question du "Jeu, loisir, objets culturels de l'enfance". Les résultats de leurs recherches sont publiés dans une revue en ligne appelée Sciences du jeu disponible en accès libre en ligne. En 2019, une collaboration s’instaure entre le laboratoire EXPERICE, la Bibliothèque universitaire Edgar Morin et le Centre ludique de Boulogne Billancourt pour créer un fonds documentaire sur le jeu de société à l’Université Sorbonne Paris Nord. Ce fonds devient en 2020 le Fonds patrimonial du jeu de société (FPJS). Il constitue un support de recherche pour le laboratoire EXPERICE ainsi que pour les étudiants du master Sciences de l'éducation parcours Sciences du jeu à l'Université Sorbonne Paris Nord.

### Théorie des jeux
La théorie des jeux est un domaine des mathématiques qui s’intéresse aux interactions entre joueurs en fonction de leurs choix. Cette théorie étudie l'optimisation des choix et l’élaboration d’algorithmes qui ont permis les progrès récents de l’intelligence artificielle notamment dans la conception et la réalisation de programmes de jeu d'échecs et de jeu de go.

## Trouver des partenaires de jeu
Jouer est une activité couramment pratiquée en famille ou entre amis. Les joueurs passionnés se tourneront vers les associations de quartier, les ludothèques, les bars à jeux, et les sites de rencontres amicales qui permettent de trouver d'autres "gros joueurs" à la recherche de jeux où la réflexion et la stratégie est plus poussée.